# Roland Garros 2004

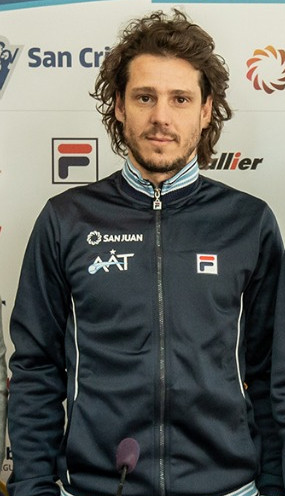
Gastón Gaudio, winnaar bij de mannen.

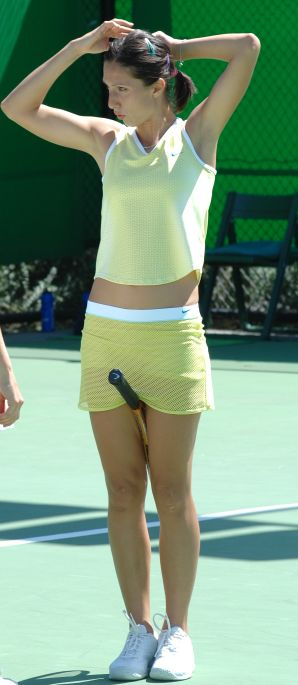
Anastasia Myskina, winnares bij de vrouwen.

De 103e editie van het Franse grandslamtoernooi, Roland Garros 2004, werd gehouden van maandag 24 mei tot en met zondag 6 juni 2004. Voor de vrouwen was het de 97e editie. Het toernooi werd gespeeld in het Roland-Garrosstadion in het 16e arrondissement van Parijs.

## Belangrijkste uitslagen
Mannenenkelspel

Finale: Gastón Gaudio (Argentinië) won van Guillermo Coria (Argentinië) met 0-6, 3-6, 6-4, 6-1, 8-6
Vrouwenenkelspel

Finale: Anastasia Myskina (Rusland) won van Jelena Dementjeva (Rusland) met 6-1, 6-2
Mannendubbelspel

Finale: Xavier Malisse (België) en Olivier Rochus (België) wonnen van Michaël Llodra (Frankrijk) en Fabrice Santoro (Frankrijk) met 7-5, 7-5
Vrouwendubbelspel

Finale: Virginia Ruano Pascual (Spanje) en Paola Suárez (Argentinië) wonnen van Svetlana Koeznetsova (Rusland) en Jelena Lichovtseva (Rusland) met 6-0, 6-3
Gemengd dubbelspel

Finale: Tatiana Golovin (Frankrijk) en Richard Gasquet (Frankrijk) wonnen van Cara Black (Zimbabwe) en haar broer Wayne Black (Zimbabwe) met 6-3, 6-4
Meisjesenkelspel

Finale: Sesil Karatantcheva (Bulgarije) won van Mădălina Gojnea (Roemenië) met 6-4, 6-0
Meisjesdubbelspel

Finale: Kateřina Böhmová (Tsjechië) en Michaëlla Krajicek (Nederland) wonnen van Irina Kotkina (Rusland) en Jaroslava Sjvedova (Rusland) met 6-3, 6-2
Jongensenkelspel

Finale: Gaël Monfils (Frankrijk) won van Alex Kuznetsov (VS) met 6-2, 6-2
Jongensdubbelspel

Finale: Pablo Andújar (Spanje) en Marcel Granollers Pujol (Spanje) wonnen van Alex Kuznetsov (VS) en Michail Zverev (Duitsland) met 6-3, 6-2
1891 · 1892 · 1893 · 1894 · 1895 · 1896 · 1897 · 1898 · 1899 · 1900 · 1901 · 1902 · 1903 · 1904 · 1905 · 1906 · 1907 · 1908 · 1909 · 1910 · 1911 · 1912 · 1913 · 1914 · 1915–1919 · 1920 · 1921 · 1922 · 1923 · 1924 · 1925 · 1926 · 1927 · 1928 · 1929 · 1930 · 1931 · 1932 · 1933 · 1934 · 1935 · 1936 · 1937 · 1938 · 1939 · 1940–1945 · 1946 · 1947 · 1948 · 1949 · 1950 · 1951 · 1952 · 1953 · 1954 · 1955 · 1956 · 1957 · 1958 · 1959 · 1960 · 1961 · 1962 · 1963 · 1964 · 1965 · 1966 · 1967
↓ open tijdperk ↓
1968 (m-v-md-vd-gd) · 1969 (m-v-md-vd-gd) · 1970 (m-v-md-vd-gd) · 1971 (m-v-md-vd-gd) · 1972 (m-v-md-vd-gd) · 1973 (m-v-md-vd-gd) · 1974 (m-v-md-vd-gd) · 1975 (m-v-md-vd-gd) · 1976 (m-v-md-vd-gd) · 1977 (m-v-md-vd-gd) · 1978 (m-v-md-vd-gd) · 1979 (m-v-md-vd-gd) · 1980 (m-v-md-vd-gd) · 1981 (m-v-md-vd-gd) · 1982 (m-v-md-vd-gd) · 1983 (m-v-md-vd-gd) · 1984 (m-v-md-vd-gd) · 1985 (m-v-md-vd-gd) · 1986 (m-v-md-vd-gd) · 1987 (m-v-md-vd-gd) · 1988 (m-v-md-vd-gd) · 1989 (m-v-md-vd-gd) · 1990 (m-v-md-vd-gd) · 1991 (m-v-md-vd-gd) · 1992 (m-v-md-vd-gd) · 1993 (m-v-md-vd-gd) · 1994 (m-v-md-vd-gd) · 1995 (m-v-md-vd-gd) · 1996 (m-v-md-vd-gd) · 1997 (m-v-md-vd-gd) · 1998 (m-v-md-vd-gd) · 1999 (m-v-md-vd-gd) · 2000 (m-v-md-vd-gd) · 2001 (m-v-md-vd-gd) · 2002 (m-v-md-vd-gd) · 2003 (m-v-md-vd-gd) · 2004 (m-v-md-vd-gd) · 2005 (m-v-md-vd-gd) · 2006 (m-v-md-vd-gd) · 2007 (m-v-md-vd-gd) · 2008 (m-v-md-vd-gd) · 2009 (m-v-md-vd-gd) · 2010 (m-v-md-vd-gd) · 2011 (m-v-md-vd-gd) · 2012 (m-v-md-vd-gd) · 2013 (m-v-md-vd-gd) · 2014 (m-v-md-vd-gd) · 2015 (m-v-md-vd-gd) · 2016 (m-v-md-vd-gd) · 2017 (m-v-md-vd-gd) · 2018 (m-v-md-vd-gd) · 2019 (m-v-md-vd-gd) · 2020 (m-v-md-vd) · 2021 (m-v-md-vd-gd) · 2022 (m-v-md-vd-gd) · 2023 (m-v-md-vd-gd) · 2024 (m-v-md-vd-gd)
Lijst van Roland Garroswinnaars